# Willa mecenasa Kaźmierczaka
Willa mecenasa Kaźmierczaka – modernistyczny jednorodzinny dom mieszkalny przy ul. Bratków 4 w Katowicach, wybudowany według projektu Tadeusza Michejdy dla mecenasa Edmunda Kaźmierczaka.
Jest pierwszym i jednym z nielicznych przykładów zastosowania konstrukcji szkieletowej w budownictwie jednorodzinnym.

## Historia
Willa jest najpóźniejszą i najbardziej nowoczesną  realizacją Tadeusza Michejdy na terenie Katowic. Wybudowana została w latach 1930-1931 dla Edmunda Kaźmierczaka, prawnika i działacza Polskiego Towarzystwa Tatrzańskiego.
Stalowy szkielet znacznie przyspieszał tempo budowy oraz zmniejszał ciężar budynku, co na terenach eksploatacji górniczej miało duże znaczenie. Tym samym Tadeusz Michejda stał się prekursorem stosowania tego typu konstrukcji w domach jednorodzinnych. Dokładny opis techniczny konstrukcji wraz z użytymi materiałami zamieścił w fachowym czasopiśmie.
Użytkownikiem willi jest Liga Ochrony Przyrody - Zarząd Okręgu w Katowicach, który wydzierżawił ją prywatnemu właścicielowi.
Przed 2003 rokiem w willi został przeprowadzony remont, który miał na celu adaptację budynku na potrzeby restauracji. Wówczas wymieniono stolarkę okienną, obiekt poddano termoizolacji, a ostatnią kondygnację przebudowano, wybijając okna w ścianie zachodniej. Stowarzyszenie Architektów Polskich i Stowarzyszenie Przyjaciół ulicy Kościuszki w Katowicach nagrodziły renowację dyplomem „za przywrócenie do poprzedniego kształtu perły katowickiego modernizmu”.
Obecnie mieści się tu restauracja Bohema.
Willę umieszczono w projekcie „Szlak Moderny” w Katowicach.

## Architektura
Stylistycznie willa  przynależy do stylu międzynarodowego i  bliska jest ideom Le Corbusiera.
Dzięki zastosowaniu konstrukcji stalowej architekt uzyskał swobodę w kształtowaniu bryły i elewacji.
Dom ma dwie kondygnacje z sutereną, podwyższone w części północnej o trzecie piętro mieszczące strych. W narożniku południowo-wschodnim na parterze mieści się przeszklona weranda, nad nią duży balkon z częściowo murowaną i żelazną balustradą. Wejście do willi umieszczono w narożniku południowo-zachodnim, wkomponowując je w podparty filarem uskok w bryle budynku. Elewacje są proste, niemal ascetyczne. Gładkie płaszczyzny ożywiają jedynie swobodnie rozmieszczone otwory okienne o różnych kształtach i wielkości. Narożnik południowo-wschodni obiega duże pasmowe okno. W elewacji zachodniej obok pionowych okien klatki schodowej umieszczono małe okrągłe okno doświetlające pomieszczenie gospodarcze na piętrze.
Akcentem dekoracyjnym elewacji frontowej (południowej) jest półkolisty balkon na piętrze z żeliwną balustradą. Całość nakryta jest płaskim dachem - tarasem otoczonym murowaną balustradą zwieńczoną żeliwnym oporęczowaniem.
Konstrukcja szkieletowa domu zaważyła również na rozplanowaniu jego wnętrz. Efektownie rozwiązano przestrzeń parteru,  gdzie za pomocą cienkich, ruchomych ścianek działowych można było tworzyć dowolne układy przestrzenne dostosowane do potrzeb mieszkańców. Parter zajmowała sień, pełniąca funkcję klatki schodowej, salon połączony z werandą i gabinet. Ponadto od strony północnej kuchnia z pomieszczeniami gospodarczymi i pokojem służącej.
Na piętrze zaprojektowano pięć pokoi, pralnię i łazienkę. Sutereny prócz części gospodarczo-sanitarnej mieściły pokoje służby, dostępne również przez osobne wejście od strony zachodniej.
Wnętrza willi odznaczały się wysokim standardem. W salonie zainstalowano marmurowy kominek oraz komponujące się z nim pod względem kolorystycznym okładziny kaloryferów i parapety wykonane przez Polski Zakład Obrabiania Marmurów i Szkła z Katowic. Wysoką jakością odznaczała się stolarka – mahoniowe drzwi we wnętrzach oraz zewnętrzne fornirowane drewnem szlachetnym.
Użyto też modnych wówczas elementów wyposażenia wnętrz, jak kotary dzielące niektóre pomieszczenia oraz wnękowe szafy w sypialniach.
Instalację wodno-kanalizacyjną wykonała firma „E. Landau” z Katowic.

## Galeria

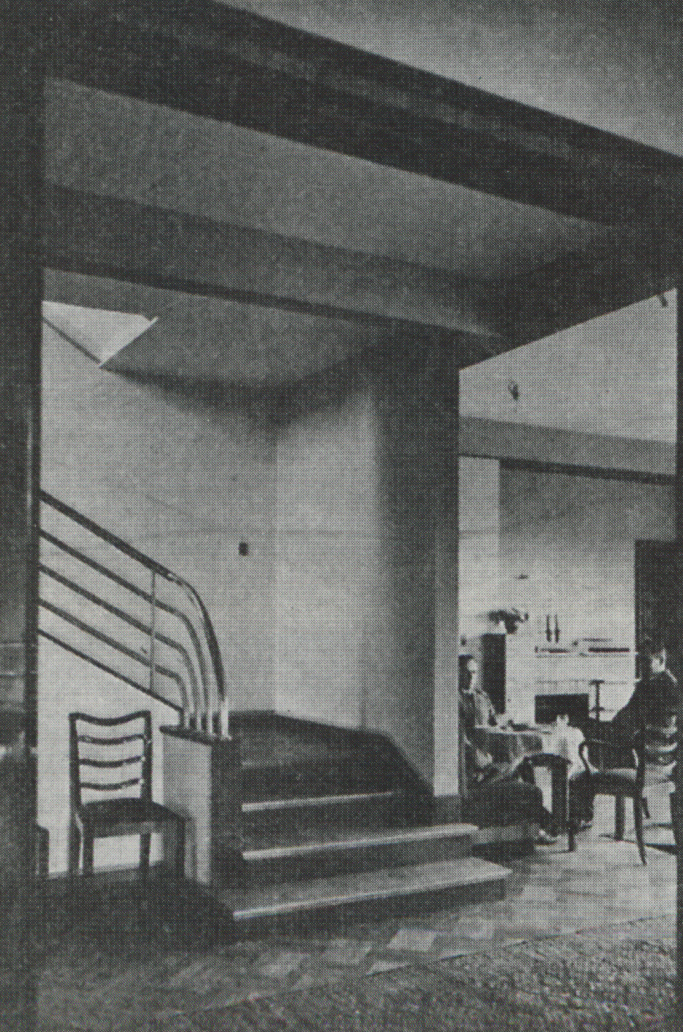
Sień
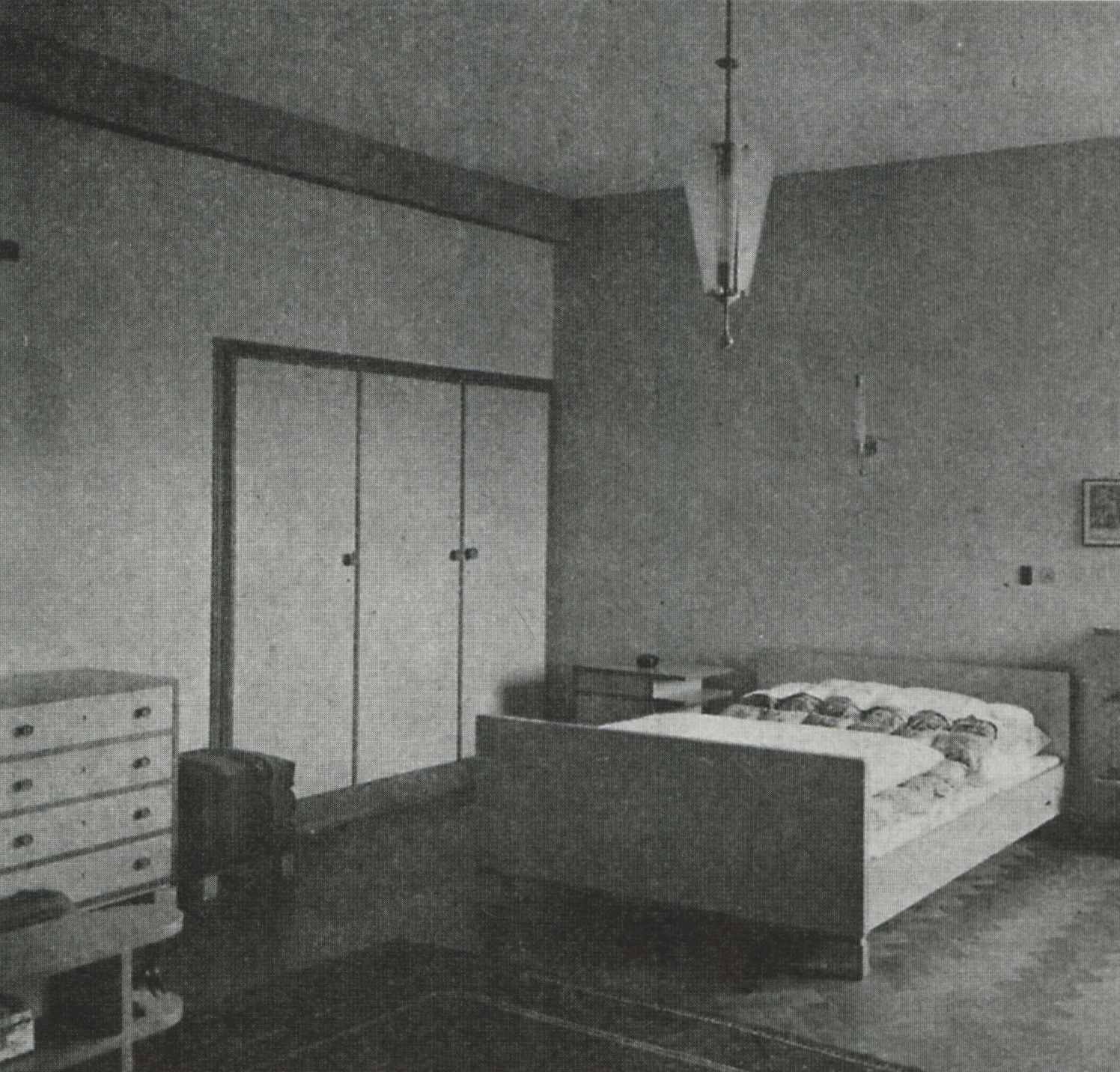
Sypialnia
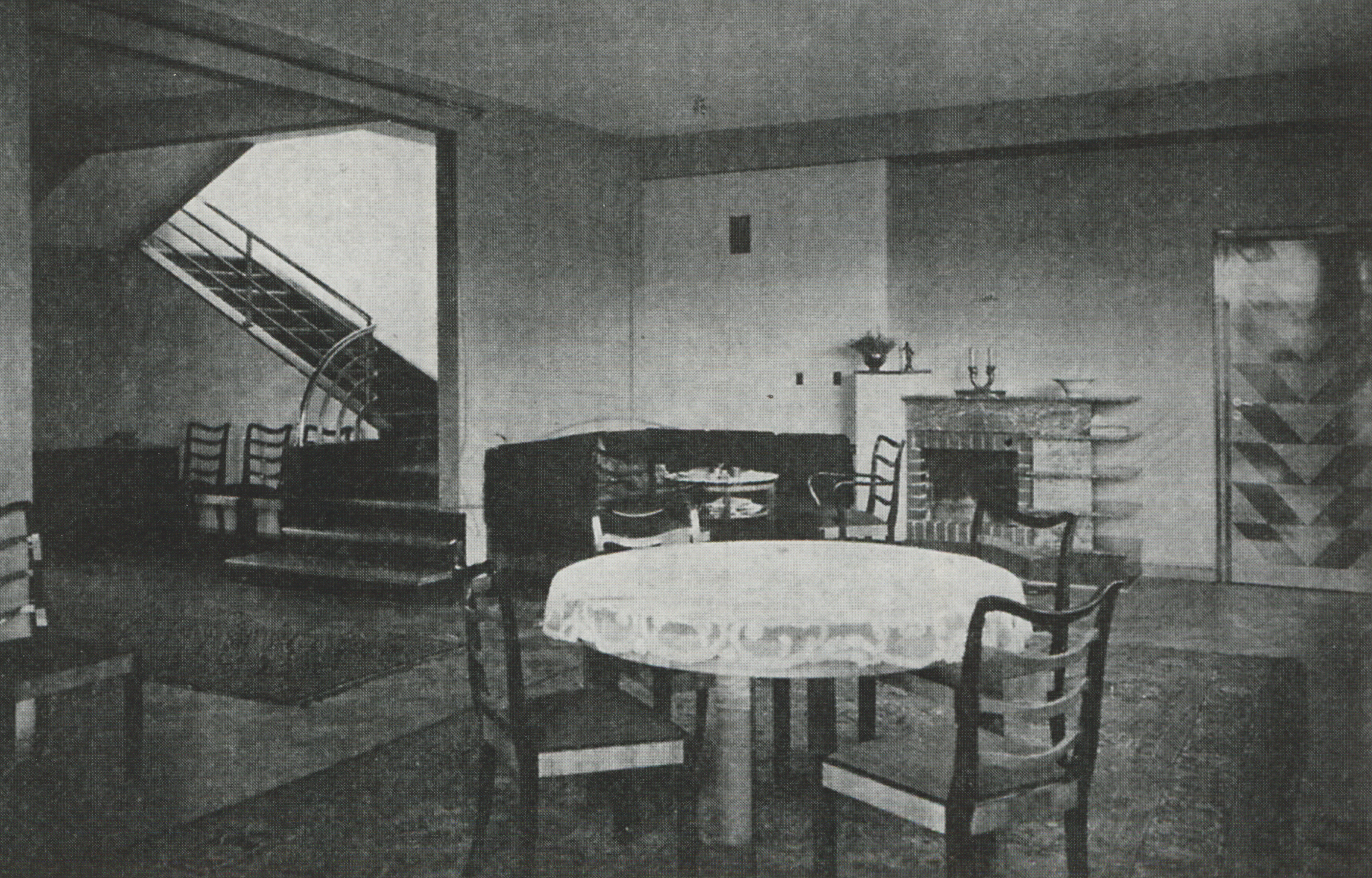
Salon
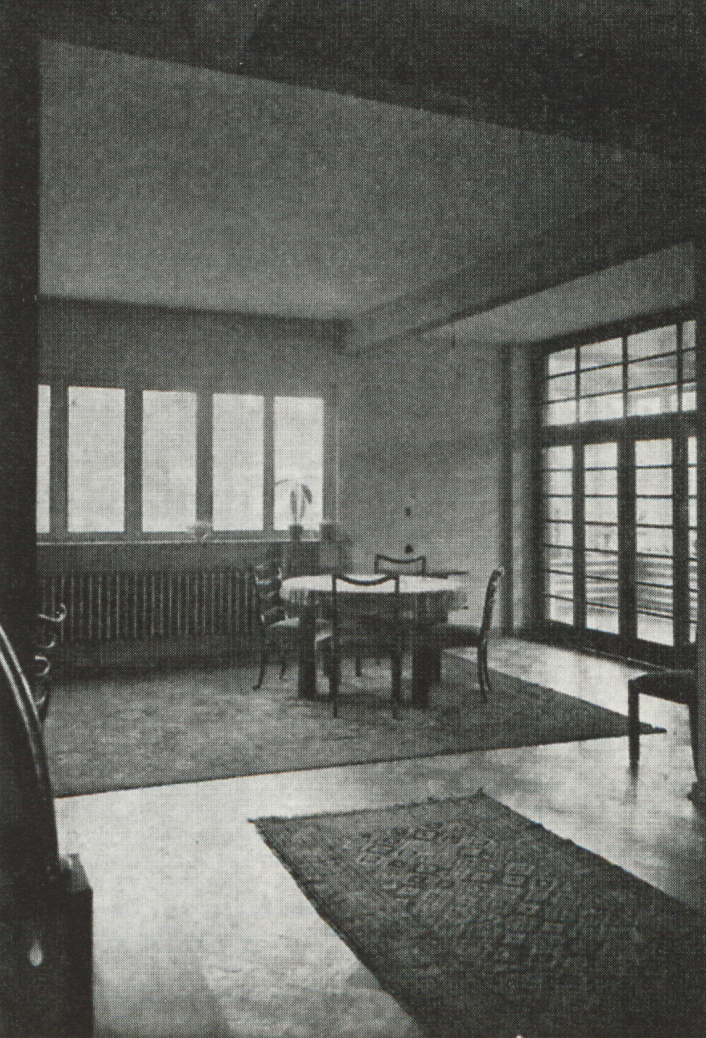
Pokój
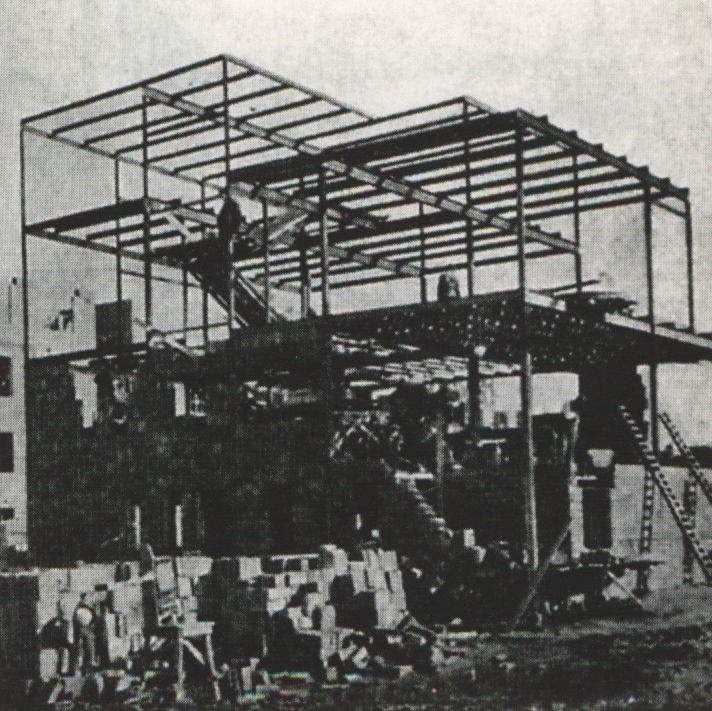
Szkielet stalowy
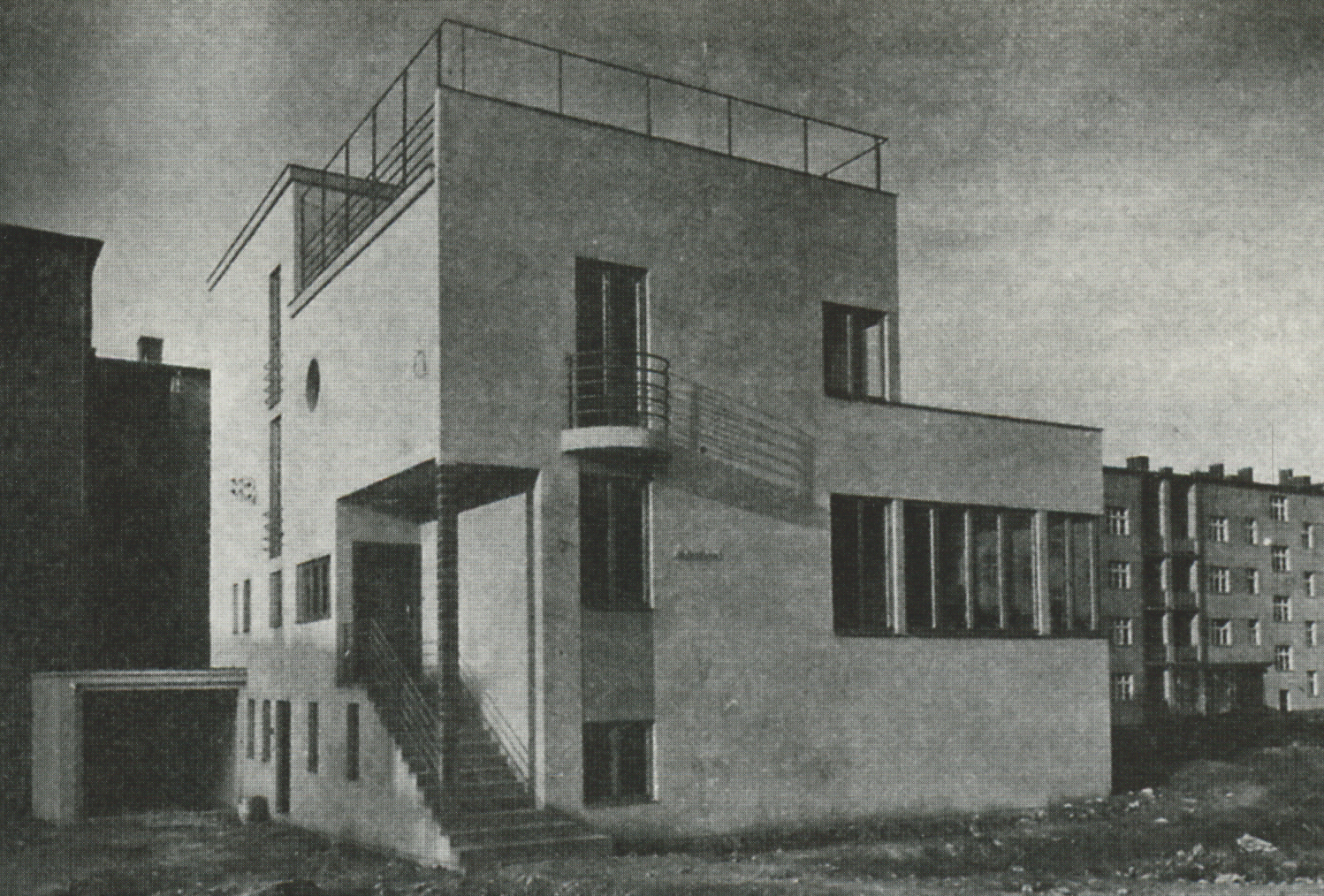
Elewacja frontowa
Rzuty parteru i pierwszego piętra oraz elewacja południowa